# Super High Material CD
SHM-CD (англ. Super High Material CD) — технология производства звуковых компакт-дисков с использованием специального поликарбонатного пластика. При изготовлении дисков использован процесс, разработанный компаниями JVC и Universal Music (Япония), который был выявлен в ходе исследований в области производства ЖК-дисплеев. Пластик SHM-CD обладает большей прозрачностью, чем пластик обыкновенного компакт-диска. Диски SHM-CD полностью совместимы со стандартными CD-приводами. Формат представлен на рынок в 2008 году.